# Organisation de la charité pour un développement intégral - Caritas Togo
L'Organisation de la charité pour un développement intégral (OCDI/Caritas Togo) est une organisation caritative de l'Église catholique au Togo, fondée en 1967.
Elle fait partie du réseau mondial Caritas Internationalis et du réseau panafricain Caritas Africa.

## Histoire
L'organisation est créée en 1967. Elle s'appelle alors Caritas togolaise et se charge des œuvres caritatives. Elle coexiste avec une autre structure catholique, le Bureau de coordination pour le développement (BCD), qui lui est responsable pour les projets de développement des communautés,.
En juillet 1987, sur initiative de la Conférence épiscopale du Togo, les deux structures fusionnent pour devenir l'Organisation de la charité pour un développement intégral (OCDI), gardant le suffixe de Caritas Togo. Celle-ci est une personne juridique de droit canonique et est régie par la législation civile en vigueur au Togo.

## Structure
Elle est active dans le pays entier à travers son réseau constituée de sept organisations diocésaines du même nom et d'une coordination nationale, basée à Lomé. En janvier 2016, plus de 223 démembrements paroissiaux sont créés.
La coordination nationale quant à elle se compose de trois structures : le bureau national, c'est-à-dire le siège ; le Centre d'approvisionnement pharmaceutique de l'Église catholique du Togo (OCDI-CAPHECTO), qui est la branche délocalisée de santé de l'organisation et dont la mission est la procuration et distribution de médicaments génériques à moindre coût au formations catholique ; et le Centre d'accueil Marie-Marthe (OCDI-CA2M), situé dans le même complexe que le bureau national et qui est un centre avec des salles de réunions et des chambres d'accueils, permettant de générer des revenus.
Les sept organisations diocésaines sont :
- OCDI/Caritas Aneho
- OCDI/Caritas Atakpamé
- OCDI/Caritas Dapaong
- OCDI/Caritas Kara
- OCDI/Caritas Kpalimé
- OCDI/Caritas Lomé
- OCDI/Caritas Sokodé

L'instance suprême du réseau de l'OCDI/Caritas Togo est la Conférence épiscopale du Togo, avant même l'Assemblée générale qui est constituée de toutes les Caritas diocésaines et qui est convoquée tous les trois ans, et le Conseil d’administration. Le président du Conseil d'administration est l'archevêque de Lomé, Nicodème Barrigah-Bénissan.

## Mission et travail
L'OCDI/Caritas Togo est le bras social de l'Église catholique au Togo. Sa mission consiste à « accompagner, appuyer et conscientiser les communautés dans l'identification et l'analyse de leurs problèmes et capacités en vue de rechercher les voies et moyens susceptibles de conduire à l'amélioration de leurs conditions de vie », ainsi que d'organiser la charité chrétienne et d'aider les chrétiens à « incarner la charité du Christ dans leur vie »,,. Malgré son identité chrétienne, l'OCDI s'engage à soutenir toutes les personnes dans le besoins sans distinction d'appartenance religieuse ou autre discrimination,.
Les domaines prioritaires du plan stratégique 2020-2024 de l'OCDI Caritas Togo sont : la sécurité alimentaire ; la santé communautaire ; la finance communautaire ; l'eau, l'hygiène et l'assainissement ; et l'éducation informelle, citoyenne, à la paix et environnementale. Ce travail est mis en œuvre avec l'appui de partenaires tels que l'État togolais (fournissant 45 % des fonds en 2020), de nombreuses organisations sœurs Caritas et d'autres ONG internationales (46 %). À cela s'ajoutent les fonds mobilisés par le réseau OCDI (9 %). Le budget de l'organisation s'élevait à 1 181 355 237 Franc CFA en 2020,.
L'OCDI Caritas-Togo met en œuvre des programmes d'aide sociale adressées aux personnes les plus vulnérables, dont les orphelins et les personnes atteintes de VIH/SIDA, ainsi que des projets de développement et humanitaires, par exemple en appuyant les personnes impactées par des inondations ou d'autres catastrophes naturelles,,,,,.

## Direction et gouvernance

### Présidents
- ?-2024 : Nicodème Anani Barrigah-Bénissan[18].

### Secrétaires généraux
- autour de 2002/2005 : Gustave Sanvee[19],[20]
- ?-2024 : Père Benoît Abaly Hodanou[14],[7]
- 2024-actuellement : Père Ephrem Folly